# 趙勝 (昌寧侯)
趙勝（1420年—1487年），字克功，直隶永平府遷安人。明朝軍事將領。昌寧伯，追赠昌寧侯。

## 生平
趙勝襲父職為永平衛指揮使，正統末年，參與京師保衛戰，在西直門抵禦也先入寇，后晉升爲都指揮僉事。天順初年，與孫鏜等預謀奪門之變功勞，超遷都督僉事。之後又與孫鏜平定曹石之變，晉升爲都督同知。孛來進犯甘肅時，與李杲充左右參將，從白圭西征至固原，并擊退入犯。明憲宗立后，典鼓勇營訓練。成化元年，山西告警，拜將軍，大軍在抵達雁門關時，敵軍已經撤退，次年再次到延綏禦寇。成化四年，晋升為總兵官，鎮守遼東。成化七年，召負責五軍營。之後改為三千營。后抵禦癿加思蘭侵犯宣府。之後升爲左都督，加封太子太保。成化十九年封昌寧伯。丙午冬加太保兼太子太傅，二十三年丁未營造萬貴妃墳墓時，在七月朔墮崖石間死。享年六十八，贈侯，謚壯敏。

## 家族
世居河朔，至伯父赤、考再兴，國初始徙家永平之遷安，遂占籍。趙赤從太宗文皇帝靖难之役，授永平衛百户，殁于战陣，無後。父趙再興襲封千户，永樂庚寅從征本雅失里，杀败阿鲁台，升指挥佥事。洪熙改元，復以征虏功升指挥使，尋卒。
原配李氏，继配冉氏，俱贈夫人，一子趙瑄，先公一年卒。孫男三：長趙鑑，娶懷寧侯孫泰長女；次趙鉞、次趙錫。